# Isanti (Minnesota)
Isanti es una ciudad situada en el condado homónimo, en Minnesota, Estados Unidos. Tiene una población estimada, a mediados de 2024, de 7493 habitantes.

## Geografía
La localidad está ubicada en las coordenadas 45°29′30″N 93°14′34″O / 45.49167, -93.24278 (45.491545, -93.242818).  Según la Oficina del Censo, tiene una superficie total de 13.29 km², de los cuales 13.19 km² corresponden a tierra firme y 0.10 km² están cubiertos de agua.

## Demografía
Según el censo de 2020, en ese momento había 6804 personas residiendo en la ciudad. La densidad de población era de 515.85 hab./km². El 89.8% de los habitantes eran blancos, el 1.4% eran afroamericanos, el 0.6% eran amerindios, el 1.2% eran asiáticos, el 1.3% eran de otras razas y el 5.7% eran de una mezcla de razas. Del total de la población, el 3.79% eran hispanos o latinos de cualquier raza.